# درود (ترانه)
«درود» (انگلیسی: Salute) آهنگی است که توسط گروه دخترانه بریتانیایی لیتل میکس برای دومین آلبوم استودیویی آن‌ها به همین نام (۲۰۱۳) ضبط شده است. در ۲ مه ۲۰۱۴ به‌عنوان سومین و آخرین تک‌آهنگ آلبوم منتشر شد. این ترانه توسط گروه (پری ادواردز، لی-آن پینوک، جسی نلسون و جید تیرلوال) در کنار تی‌اِم‌اِس (توماس بارنز، پیتر کلهر و بن کوهن) و میگان کاتون نوشته شده و توسط تی‌اِم‌اِس تهیه شده است. از نظر متن ترانه، «درود» به‌عنوان یک آهنگ دختر قدرت‌مند توصیف می‌شود، با استعاره‌های نظامی و آژیرهای جنگ، که با سرنوشت کودک و بیانسه «جهان را اداره کنید (دختران)» مقایسه می‌شود.
منتقدان موسیقی نقدهای مثبتی به این آهنگ دادند و آن را به‌خاطر اشعار قدرتمند و ضربات درام الهام گرفته از ارتش تحسین کردند. برخی حتی متوجه شدند که این آهنگ کاملاً به‌عنوان یک آهنگ افتتاحیه برای تور مناسب است و همچنین یکی از نخبه‌ترین آهنگ‌های سال ۲۰۱۳ است. این آهنگ به ده آهنگ برتر در اسکاتلند و بریتانیا تبدیل شد و به ششمین آهنگ برتر گروه تبدیل شد. در بریتانیا، در حالی که در ایرلند به بیست رتبه برتر رسیده است. برای تبلیغ این آهنگ، این گروه برای بسیاری از برنامه‌های تلویزیونی، از جمله برنامه امروز سه اجرا کرد.

## موزیک ویدئو
موزیک ویدئو این آهنگ را کالین تیلی کارگردانی کرده است. اولین بار در ۲ مه ۲۰۱۴ در یوتیوب پخش شد. رقص گروه در یک انبار زیرزمینی با همراهان رقصنده مرد، که برخی از آن‌ها در حال رقصیدن هستند، است.